# 影向寺
影向寺（ようごうじ）は、川崎市宮前区野川本町三丁目にある天台宗の寺院。本尊は薬師如来である。「稲毛薬師」とも称する。影向とは神仏が姿を現す意味。
中原街道から約300m北に位置する。創建当時の建造物は無く、遺物もほとんど残されていないが、「関東の正倉院」とも言われる関東地方屈指の古刹。縁起によれば創建は天平12年（740年）、開基は行基とされているが、近年の発掘調査により創建は7世紀後半にまで遡ることが確実とされている。

## 歴史
影向寺は文献資料に乏しいため、創建当初から近世に至るまでの寺史は判然としない。

### 創建 - 発展期
宝永7年（1710年）撰述の『影向寺縁起』は、当寺の創建について、聖武天皇の勅願により行基が建立したと伝える。
ただし、境内から出土した軒丸瓦の様式等により、創建は7世紀末に遡ることが確実と見られている。発掘調査から推定された創建当初の影向寺はそれほど大規模な寺院ではなく、のちの武蔵国橘樹郡内の在地周辺を統治した有力豪族の私的な仏堂だったと推測される。
その後、当地の近辺に武蔵国橘樹郡の行政役所である郡家（郡衙）が設置されたと見られている。影向寺もその郡寺として位置づけられたと考えられ（おそらくは当寺を建立した有力豪族が郡司に任命されたのであろう）、それに伴ってか、奈良時代には金堂が拡大整備されたことがわかっている。またこの頃、現在は「影向石」と呼ばれる巨大な塔心礎石と基壇の痕跡より、現存しない三重塔も建設されたと推定される。
本尊の木造薬師如来両脇侍像（薬師如来坐像・日光菩薩立像・月光菩薩立像）は、様式・技法等から11世紀後半の造立と推定される。それ以前の本尊については不明である。

### 中世 - 現在
いくつかの文献資料により、影向寺は平安時代には天台宗の寺院となり、中世には深大寺との関係を深めていったと見られる。他の地方寺院と同様に中世頃には庇護者を失っていたと考えられる当寺も、そのような深大寺との関係を利用して伽藍再興の勧進を行ったと見られ、15世紀（応永22年頃か）には旧金堂を廃し、密教本堂様式の小規模な本堂が建立された。
当寺は元々栄興寺と称し、後に養光寺、さらに万治年間（1658年 - 1660年）に影向寺に改めたとされる。
1694年（元禄7年）、劣化・損傷の進んだ本堂の再建が行われた。この本堂（薬師堂）は現存し、県の重要文化財に指定されている。また、江戸時代には、先述の「影向石」のくぼみ（塔の心柱の臍穴、及び仏舎利の納められた穴がつながったものと思われる）にたまった水で眼を洗うと眼病が治ると言われ、『江戸名所図会』にも当寺が紹介（「稲毛薬師堂」として）されている。
また1989年（平成元年）、本堂の半解体修理工事が行われた。これに伴う発掘調査により、当寺の由来に関するいくつかの知見が得られている。

## 境内

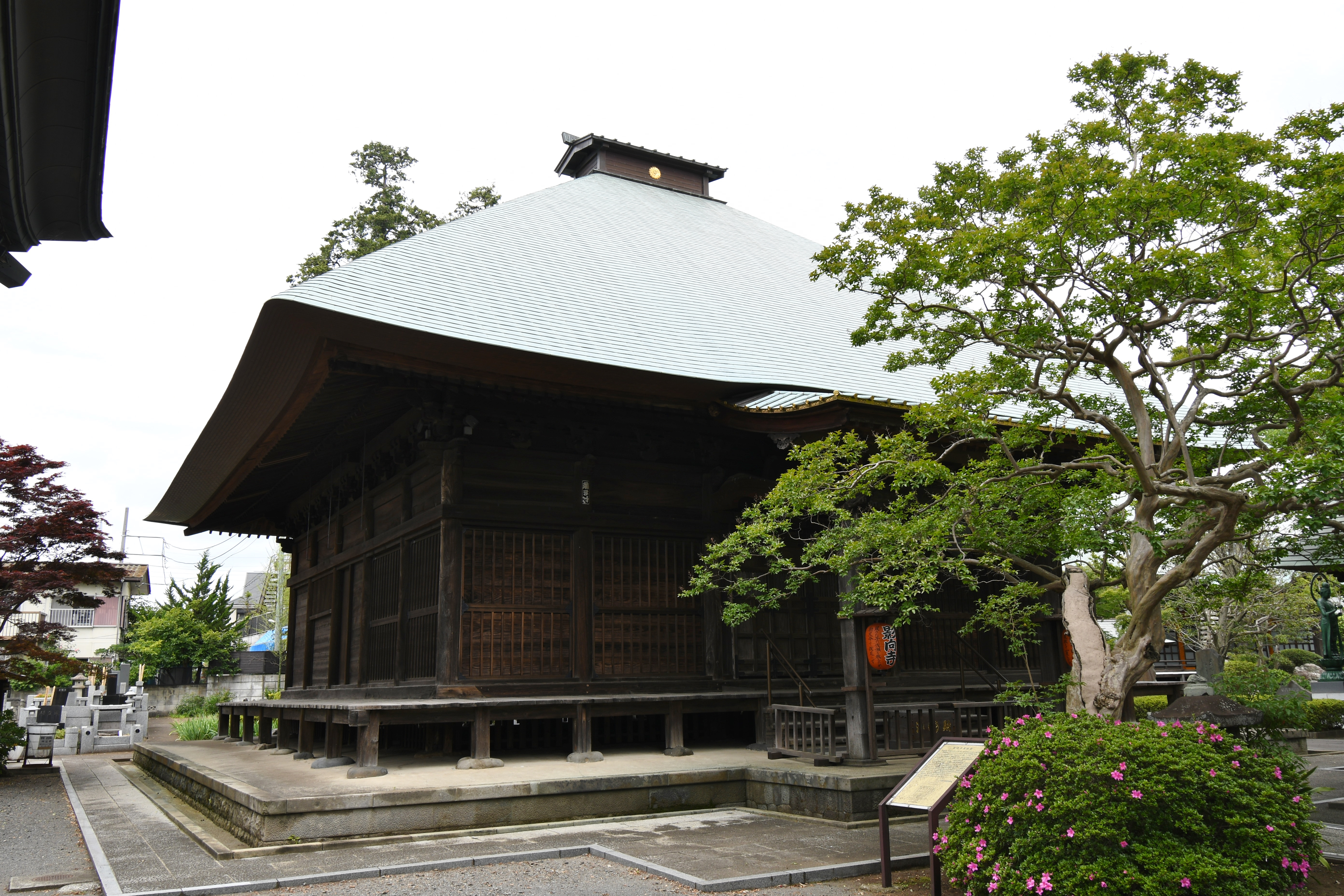
薬師堂（神奈川県指定文化財）
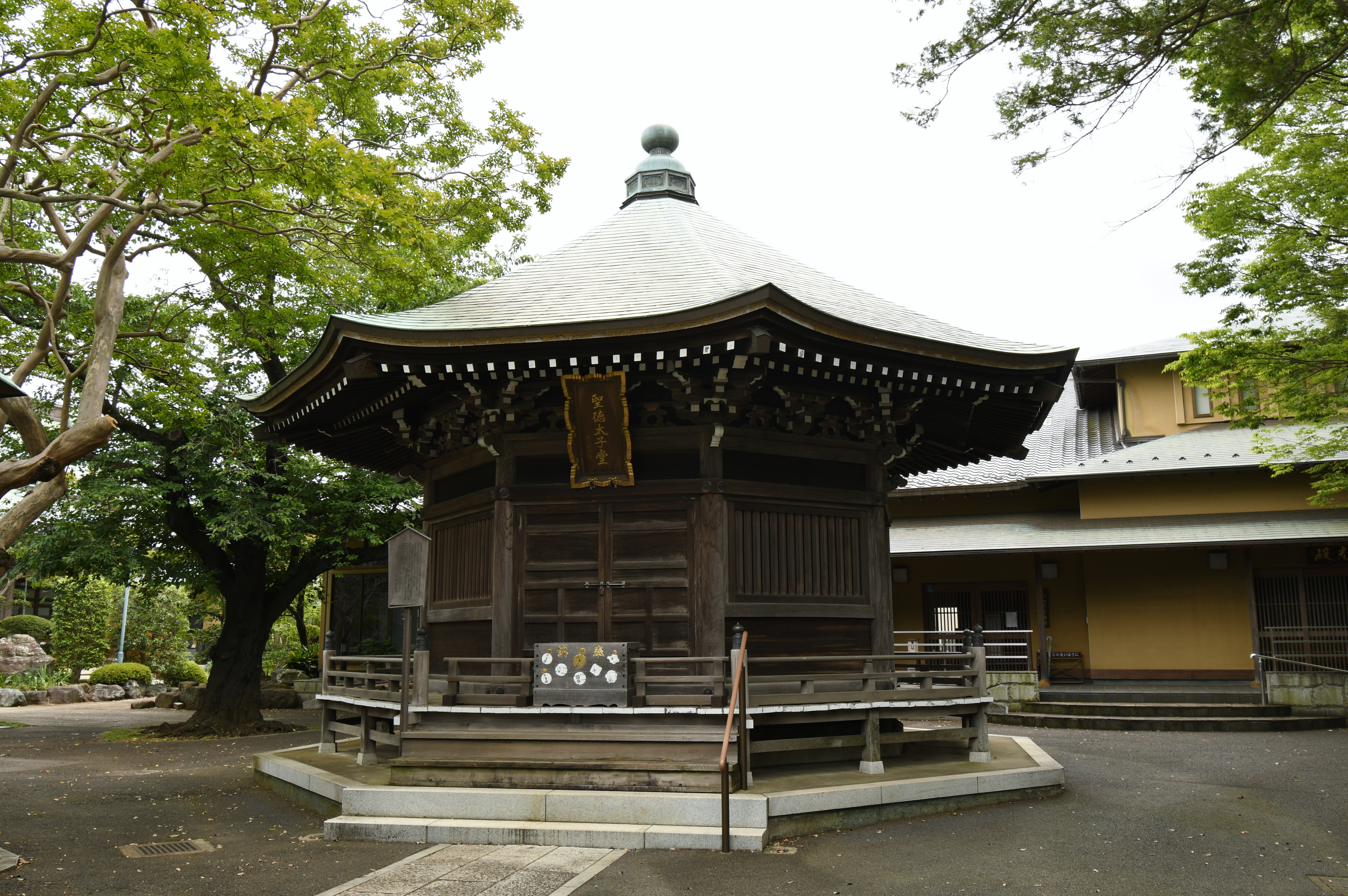
聖徳太子堂（移転前）
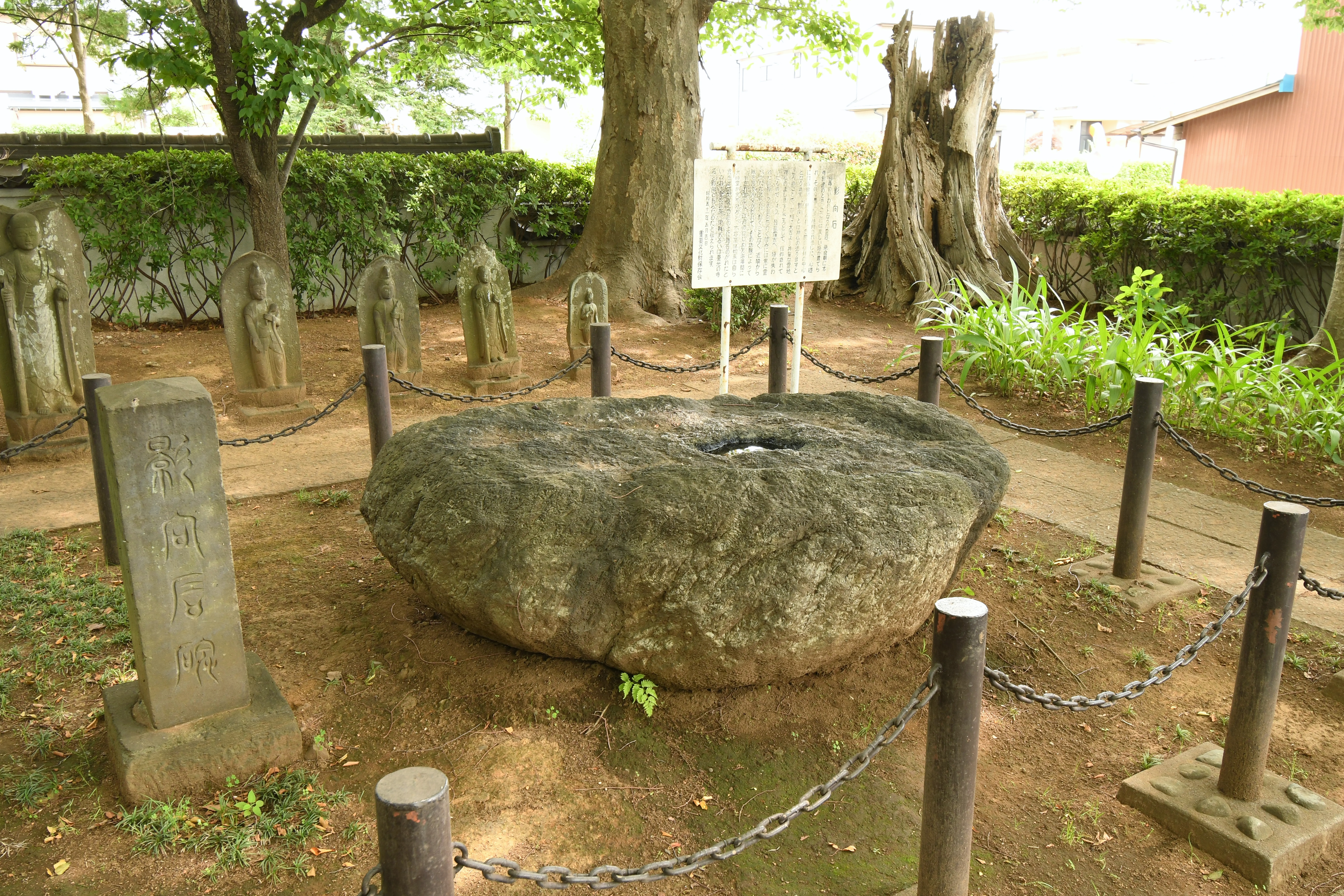
影向石（塔心礎）
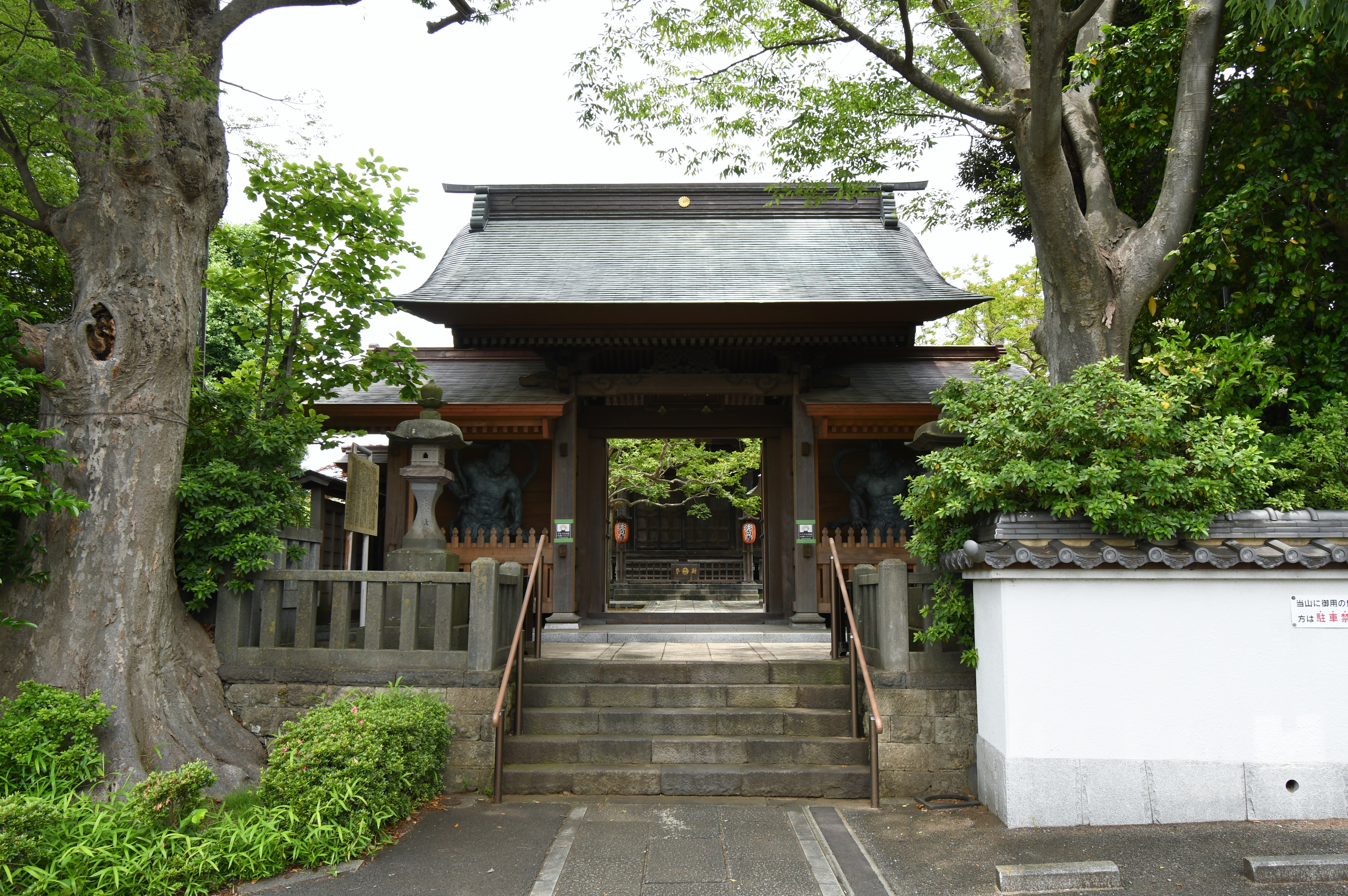
山門

## 文化財
重要文化財（国指定）
- 木造薬師如来両脇侍像 3躯 - 平安時代（明治33年4月7日指定）[5]
本尊の薬師如来座像も含め国の重要文化財[6]。旧法（1950年までの国宝保存法）では国宝に指定されていた[6]。2021年10月の調査で薬師如来座像の内部にある胎内仏2体が女神の神像彫刻と如来座像と分かった[6]。

神奈川県指定重要文化財
- 影向寺薬師堂 1棟 - 江戸時代（昭和52年8月19日指定）[7]

## 交通
- 武蔵小杉駅 武蔵新城駅 宮前平駅 鷺沼駅等からバスにて「影向寺」下車（中原街道）　北西へ徒歩約10分
  - 千年側から　すぐそばの信号を渡り左へ行き､登り坂の道が見えるのでそこを道なりに進む
  - 野川側から　来た道を少し戻り､登り坂を進む